# Associação para o Avanço das Ciências Sociais na Guatemala
A Associação para o Avanço das Ciências Sociais na Guatemala (Asociación para el Avance de las Ciencias Sociales en Guatemala, em espanhol) ou simplesmente Avancso é uma entidade sem fins lucrativos, com personalidade jurídica, que se dedica ao estudo das ciências sociais na Guatemala. Foi fundada em 1986 por uma equipe de cinco cientistas sociais, incluindo a antropóloga Myrna Mack. Seus estudos estão divididos em quatro áreas: campesinato, sócio-urbana, imaginário social e história local. A entidade conta com um centro de informação especializada, CENINF, membro da Rede Nacional de Documentação Educativa (REDUCA), composta por bibliotecas educativas, universitárias, escolares e centros de documentação de instituições governamentais e não-governamentais. O trabalho da Avancso tem impacto não somente nos setores populares do país; suas pesquisas influenciam aqueles que possuem posições de destaque no desenvolvimento de políticas públicas . A Avancso é a principal entidade não-governamental que estuda o problema dos refugiados da guerra civil no país 